# نادیکواری
نادیکواری (گرجی: ნადიკვარი) یک روستا در شهرداری تلاوی در گرجستان است.